# Sorani
El sorani o kurd central (kurd: کوردیی ناوەندی, kurdiy nawendî) és un grup de dialectes kurds parlat principalment a la governació de Sulaymaniyya (Iraq) i a la província del Kurdistan (Iran). El parlen aproximadament un 6 o 7 milions de persones, en comparació amb els 30 milions que parlen algun dialecte del kurd. El nom de sorani deriva de Soran, un antic emirat independent de la zona, i fa referència especialment a una forma estàndard de kurd escrit, desenvolupada durant els anys 1920.